# Калеб Агада
Калеб Апочі Агада (нар. 31 серпня 1994) — нігерійсько-канадський професійний баскетболіст клубу «Аль-Ахлі». Народився у Нігерії та виріс у Канаді, він представляє національну збірну Нігерії з баскетболу.

## Ранні роки
Агада народилася у Лафії, Нігерія, і переїхав до канадського міста Берлінгтон, Онтаріо, у шестирічному віці.

## Студентська кар'єра
З 2012 до 2017 рік Агада грав у студентський баскетбол за команду Оттавського університету «Джи-Гіз».
У сезонах 2015—2016 і 2016—2017 він став найкращим гравцем захисту за версією U SPORTS. На рівні конференції Агада був названий учасником матчу першої команди OUA у трьох сезонах поспіль з 2014 до 2017 рік.
У сезоні 2016—2017 років він набирав у середньому 14,9 очка, 6,4 підбирання та 3,3 передачі за гру.

## Професійна кар'єра
Агада розпочав свою кар'єру в іспанському клубі «Прат Ховентуд» у сезоні 2017—2018, набираючи у середньому 14,4 очка, роблячи 4,5 підбирання та 3,3 передачі. У сезоні 2018—2019 він перейшов до «Мелільї Балончесто», набираючи у середньому 12 очок, 6,4 підбирання та 2,2 передачі. Він також грав за канадську команду «Гамільтон Гані Беджерс» у Канадській елітній баскетбольній лізі, де у сезоні 2018—2019 років провів дві гри за команду, набираючи у середньому 10 очок, 7,5 підбирання та 4 передачі. У сезоні 2019—2020 років він набирав у середньому 14,7 очка, робив 5,3 підбирання та 3,7 передачі.
19 травня 2020 року він підписав контракт з «Хапоель Беер-Шева» ізраїльської баскетбольної Прем'єр-ліги. Агада набирав у середньому 15 очок, 6 підбирань, 3 передачі та 2 перехоплення за гру. 26 липня він скористався своїм правом залишитися у команді на сезон 2020—2021. 14 вересня Агада був визнаний гравцем тижня після того, як набрав 25 очок, вісім підбирань і шість передач у перемозі проти «Маккабі Рішон-ле-Ціон». У 2020—2021 роках він очолював Ізраїльську баскетбольну прем'єр-лігу за кількістю очок за гру (22,9) і перехоплень за гру (2,4).
24 серпня 2021 року Агада підписав контракт з «Мельбурн Юнайтед» на сезон НБЛ 2021—2022.
10 липня 2022 року Агада підписав контракт з українським «Прометеєм».
23 червня 2023 року Агада підписав контракт з «Оттава Блекджекс» Канадської елітної баскетбольної ліги, але залишив команду 3 липня.
4 липня 2023 року Агада вдруге підписав контракт з «Прометеєм» Латвійсько-естонської баскетбольної ліги.

## Кар'єра у національній збірній
Агада запрошували виступати за збірну Канади з баскетболу. 23–24 лютого 2019 року у Лагосі під час відбіркових ігор до Чемпіонату світу з баскетболу ФІБА 2019 він грав за національну збірну з баскетболу Нігерії і набирав у середньому 4,3 очка, 4,7 підбирання та 4,3 передачі. Він потрапив у попередній склад збірної Нігерії, але не потрапив до остаточного списку гравців. У 2021 році він представляв Нігерію на Олімпійських іграх в Токіо.

## Досягнення
Європа 
- Чемпіон Латвійсько-естонська баскетбольна ліга: 2022/2023.

### Індивідуальні нагороди
- Найкращий бомбардир Ізраїльської баскетбольної ліги 2021.